# Бистрі
Бистрі́ (раніше — Бистри, Бистра, Бистрик) — село в Україні, у Станишівській сільській територіальній громаді Житомирського району Житомирської області. Розміщене на правому березі річки Тетерів, східніше залізниці «Житомир-Фастів». Кількість населення становить 352 особи (2001). У 1941—44 роках — центр сільської управи.

## Населення
У 1900 році в селі проживало 302 мешканці, кількість дворів — 45, у 1906 році — 331 особа, дворів — 58.
У 1923 році чисельність населення становила 453 особи, кількість дворів — 84.
Відповідно до результатів перепису населення СРСР, кількість населення, станом на 12 січня 1989 року, становила 444 особи, станом на 5 грудня 2001 року, відповідно до перепису населення України, кількість мешканців села становила 352 особи.

## Історія
В кінці 19 століття — село Левківської волості Житомирського повіту Волинської губернії, за 8 верст від Житомира та 4 версти від Левкова; належало до православної парафії в с. Левків.
У 1906 році — Бистри, сільце Левківської волості (6-го стану) Житомирського повіту Волинської губернії. Відстань до губернського та повітового центру, м. Житомир, становила 10 верст, до волосного центру, містечка Левків, 4 версти. Найближче поштово-телеграфне відділення розташовувалося в Житомирі.
У 1923 році включене до складу новоствореної Станишівської сільської ради, котра, від 7 березня 1923 року, стала частиною новоутвореного Левківського (згодом — Іванківський) району Житомирської (згодом — Волинська) округи. Розміщувалося за 3 версти від районного центру, міст. Левків та 2 версти від центру сільської ради, с. Станишівка.
Село постраждало внаслідок геноциду українського народу, проведеного урядом СРСР 1932—1933.
В 1941—44 роках — центр окремої сільської управи. В складі сільської ради село входило до Житомирської міської ради (15.09.1930 р.), Житомирського (14.05.1939 р., 4.01.1965 р.) та Коростишівського (30.12.1962 р.) районів. 5 серпня 1960 року, відповідно до рішення Житомирського облвиконкому № 790 «Про уточнення назв і перейменування деяких населених пунктів в районах області», уточнено назву села з Бистрик на Бистри.
19 липня 2016 року увійшло до складу Станишівської сільської територіальної громади Житомирського району Житомирської області. Від 19 липня 2020 року, разом з громадою, в складі новоствореного Житомирського району Житомирської області.
12 червня 2020 року, відповідно до розпорядження Кабінету Міністрів України № 711-р «Про визначення адміністративних центрів та затвердження територій територіальних громад Житомирської області» увійшло до складу Станишівської сільської територіальної громади.

## Відомі особи
- Кучук Віктор Васильович (1988—2023) — солдат Збройних сил України, учасник російсько-української війни, Герой України (посмертно).